# غلفنة

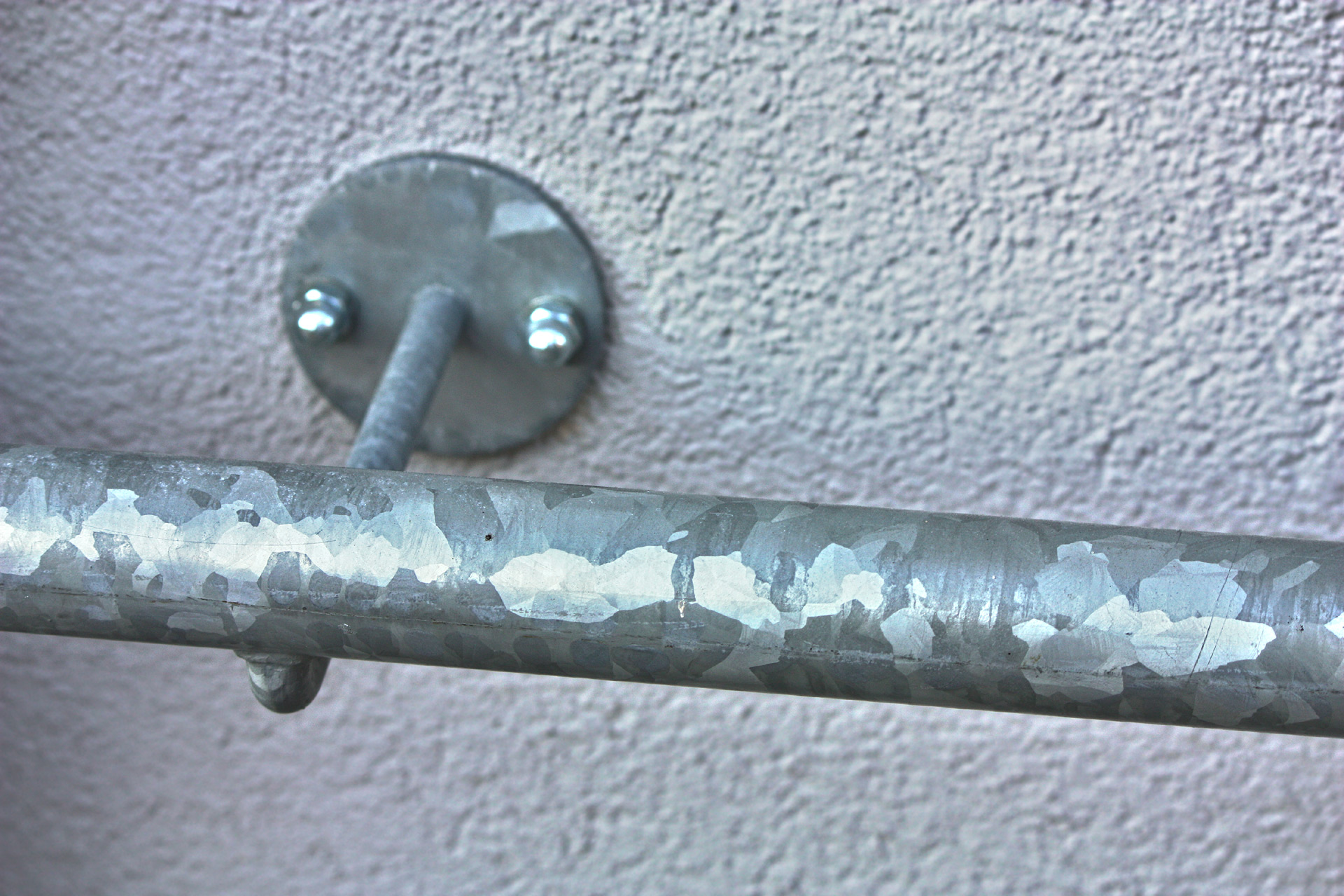
سطح معدني مجلفن.

جلفنة فلز (Me) في محلول سلفات النحاس.

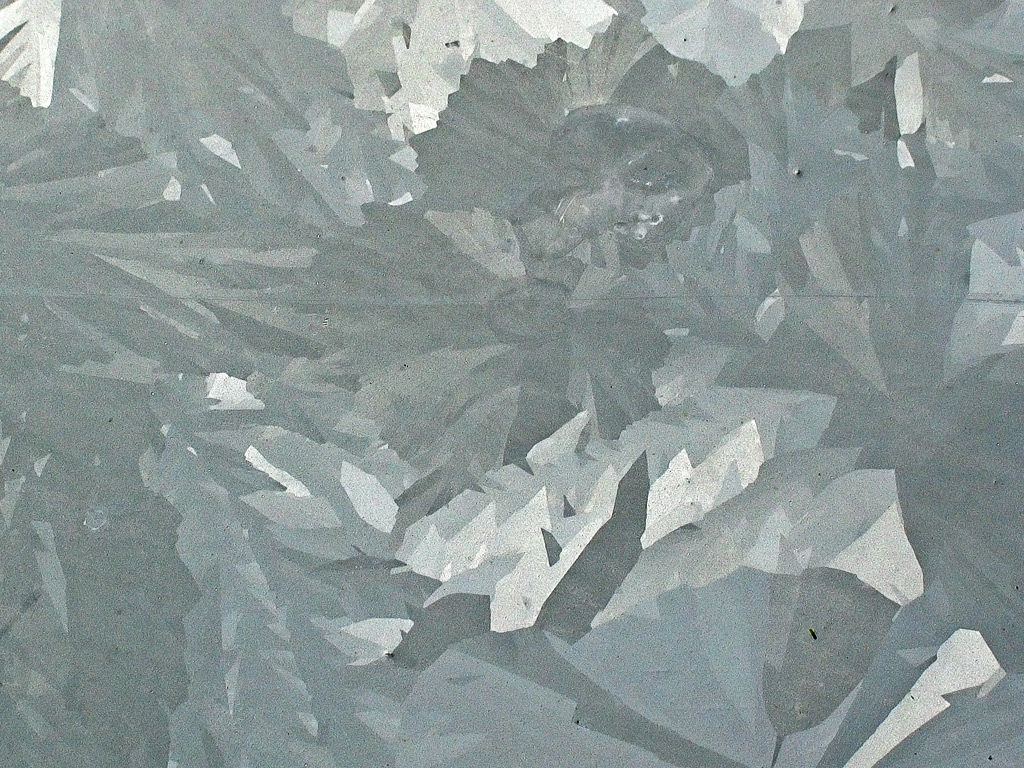
صورة لسطح معدني مجلفن.

الغَلْفنة هي عملية طلاء بعض الفلزات، كالحديد، الفولاذ، بطبقة خفيفة مانعة من الزنك أو سبيكة الزنك. هذه الطبقة تحمي الفلزات من التآكل (التلف الكيميائي). يساعد الزنك في منع التآكل لأنه يتفاعل مع كثير من المواد الكيميائية بسهولة أكبر من تفاعله مع الحديد. فعلى سبيل المثال، عندما يتفاعل الحديد مع أكسجين الهواء، يشكل أكسيد الحديد (الصدأ). فإذا تمت جلفنة الحديد، فإن الزنك يحمي الحديد بتفاعله مع الأكسجين، مكونًا أكسيد الزنك قبل أن يتكون الصدأ.
ويعد الفولاذ من أكثر الفلزات التي تجلفن بالزنك. وتسمى إحدى أبسط الطرق وأكثرها استخدامًا في عملية الطلاء باستخدام الزنك، جلفنة الغمس الساخن، وتتضمن هذه الطريقة غمس الفولاذ في حمام ساخن به الزنك المنصهر. وفي بعض الحالات، يخلط صانعوا الفولاذ بعض الفلزات الأخرى، مثل الألومنيوم الأنتيمون الكدميوم القصدير مع الزنك. ويضيف الصُناع مثل هذه الفلزات لتحسين المظهر أو لحماية الطلاء. يغمس الأدوات المعدنية، وأدوات معدنية صغيرة مشابهة في حمام من الزنك ويتم جلفنتها بالزنك واحداً بعد الآخر.
وهناك طريقة أخرى أقل استخداماً في جلفنة الفولاذ بالزنك تدعى الجلفنة بالكهرباء. وتشمل هذه العملية وضع الفولاذ في محلول من كبريتات الزنك والماء في وجود لوح من الزنك. وعند توصيل مصدر كهربائي من الخارج بين الأداة المعدنية المراد طلاؤها ولوح الزنك، فتتجه أيونات الزنك في المحلول وتترسب على سطح الأداة وتشكل طبقة رقيقة على سطح الأداة.

## استخدامات الجلفنة
تستخدم الجلفنة عادة لتزيين الأدوات المعدنية أو بغرض حفظها من الصدا. فبالنسبة إلى التزيين فهو يستخدم لتجميل أوعية وادوات، مثل جلفنة البلاستيك وطلاء الكروم للأثاث المصنوع من أنابيب حديدية، ولطلاء عجلات السيارات وكذلك لطلاء الحلي وأدوات الأكل بالذهب.
أما الاستخدام الآخر للجلفنة فهو بغرض حفظ الأدوات الحديدية من الصدأ ومن التآكل أو بغرض صناعة المحفزات الكيميائية أو تحسين التوصيل الكهربائي أو الخفض من قوى الاحتكاك للأجزاء المعدنية المتحركة. ومن الامثلة على ذلك طلاء المسامير والقلاووظ بالزنك، طلاء أجزاء الآلات بالكروم، وصناعة المحفزات بواسطة طلاء البلاتين أو النيكل للصناعات الكيميائية و لخلايا الوقود التي تنتج الكهرباء، وكذلك لطلاء أدوات الجراحة الطبية.
تطلى معظم الوصلات الكهربائية المصنوعة من النحاس عادة بالزنك بطريقة الجلفنة. وبغرض منع مادة الأداة المراد جلفنتها من الاختلاط بالزنك أثناء عملية الجلفنة فيسبق ذلك طلاؤها بالنيكل أو النحاس.
كذلك يتم إنتاج الأقراص المضغوطة الضوئية (CDs/DVDs) بواسطة تقنية الجلفنة.

## جلفنة بالكهرباء
- الجلفنة الجلفانية  ' (' 'الجلفنة بالكهرباء'  ') ، سماكة الطبقة يمكن التحكم فيها من 2.5 إلى 25 ميكرومتر.[3] غالبا تصل سمك الجلفنة 10 µm[4]